# LZMA
LZMA(Lempel–Ziv–Markov chain algorithm)는 데이터 압축에 쓰이는 알고리즘이다. 1998년 이후로 계속 개발 중이며 7-zip 압축 프로그램의 7z 형식에 쓰인다. 이 알고리즘은 LZ77과 어느 정도 비슷한 사전 압축 계획을 이용하며 일반적으로 bzip2보다 더 높을 만큼의 높은 압축률을 제공하며 최대 4 GiB의 가변 압축 사전 크기를 제공한다.
LZMA2는 비압축 데이터와 LZMA 데이터를 동시에 포함할 수 있는 단순 컨테이너 포맷으로, 각기 다른 여러 개의 LZMA 인코딩 변수가 포함될 수 있다. LZMA2는 임의 스케일링이 가능한 멀티스레드 방식의 압축 및 압축 해제, 그리고 부분적으로 압축이 불가능한 데이터의 효율적인 압축을 지원한다.

## 같이 보기
- LZW
- 파일 압축